# 埃斯曼河

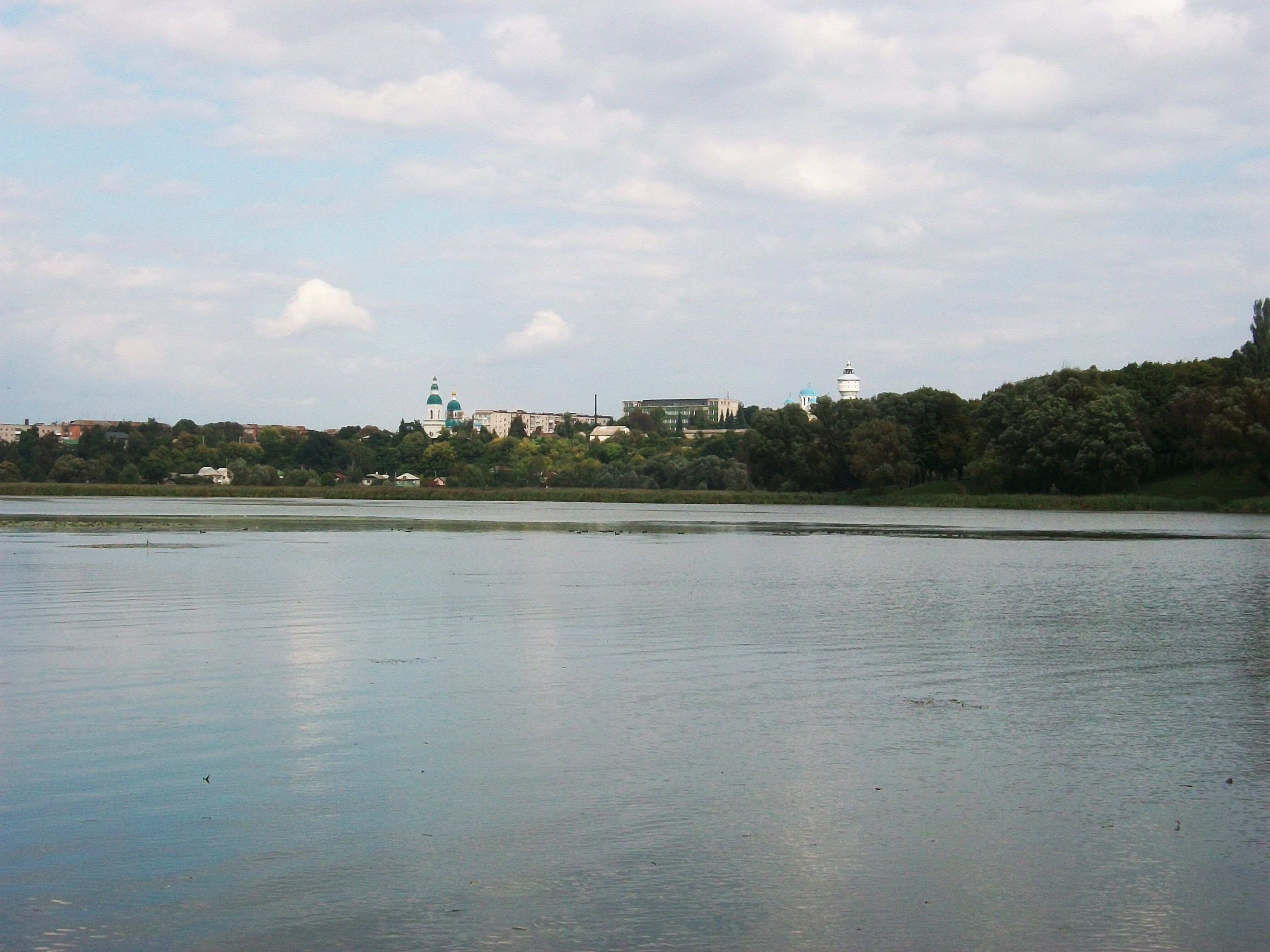

埃斯曼河（烏克蘭語：Есмань），是烏克蘭的河流，位於該國東北部，流經蘇梅州，屬於克列文河的一部分，河道全長50公里，流域面積634平方公里，河畔城鎮有赫盧希夫。